# ژوپیتر فکتوری
ژوپیتر فکتوری (روسی: Юпитер) شرکت صنایع جنگ‌افزاری اوکراینی است، که در سال ۱۹۸۰ تأسیس شد.